# Махмуд Теймур
Махму́д Тейму́р (араб. محمود تيمور, Махму́д Таймур Mahmud Taimur; *16 червня 1894, Каїр — 25 серпня 1973, Лозанна, Швейцарія) — єгипетський письменник, представник нової єгипетської літератури, рідний брат Мухаммеда Теймура.

## Біографія
Махмуд Теймур народився в Каїрі 16 червня 1894 року.
Навчався у Вищій сільськогосподарській школі.
Друкуватися Махмуд Теймур розпочав від 1920 року.
Махмуд Теймур був дійсним членом Академії арабської мови в Каїрі.
Помер 25 серпня 1973 року в швейцарській Лозанні.

## Творчість
Махмуд Теймур вважається одним із творців жанру єгипетської реалістичної новели, він також — автор соціальних романів «Шамрух» (1958) та «Сині ліхтарі» (1960), збірників оповідань та п'єс, праць з історії та теорії літератури.
Прозі М. Теймура притаманні психологічна тонкість характеристик та гуманістична спрямованість.
В оповіданнях 20—30-х років Теймур показав життя різних прошарків єгипетського суспільства.
Від кінця 1930-х і в 1940-ві роки у творчості Теймура помітний вплив символізму («Поклик незвіданого», 1939).
Після Липневої революції (1952) твори Теймура відзначаються відданістю реалізмові.
Твори: Ма'буд мін тін, Каїр, 1972
Теймура перекладали в СРСР російською, в тому числі окремою книжкою вийшла «Шейх Джума» (М., 1957).
Українською 2008 року в числі № 1-2 «Всесвіту» надруковано переклад Любави Комендант маленького оповідання Махмуда Теймура «Ватяна лялька».